# Begijnendijk
Begijnendijk – miejscowość i gmina (gemeente) w Belgii, w Regionie Flamandzkim, w prowincji Brabancja Flamandzka, w okręgu Leuven. 1 stycznia 2024 roku liczyła 10 615 mieszkańców.

## Podział administracyjny
W skład gminy wchodzi jedna dzielnica (deelgemeente):
- Betekom

## Demografia
Ludność historyczna:
| Rok     | 1995 | 2000 | 2005 | 2010 | 2015   | 2020   | 2021   | 2024   |
| ------- | ---- | ---- | ---- | ---- | ------ | ------ | ------ | ------ |
| Ludność | 8748 | 9088 | 9304 | 9812 | 10 029 | 10 256 | 10 322 | 10 615 |

Ludność według grup wiekowych:
| Wiek                                    | 0–17 lat | 18–64 lata | 65+ lat |
| --------------------------------------- | -------- | ---------- | ------- |
| Liczba osób w danej grupie wiekowej     | 1838     | 6228       | 2256    |
| Liczba osób w danej grupie wiekowej w % | 17,8%    | 60,3%      | 21,9%   |

## Klimat
Klimat jest przybrzeżny. Średnia temperatura wynosi 10 °C. Najcieplejszym miesiącem jest lipiec (19 °C), a najzimniejszym miesiącem jest styczeń (0 °C).